# Mary Lasker
Pour les articles homonymes, voir Lasker.
Mary Woodard Lasker, née le 30 novembre 1900 à Watertown et morte le 21 février 1994 à Greenwich, est une militante dans le domaine de la santé et philanthrope américaine.
Elle a travaillé dans la levée de fonds pour la recherche médicale et a fondé la Fondation Lasker.